# Shunkichi Hamada
Shunkichi Hamada (jap. 浜田駿吉 Hamada Shunkichi; ur. 19 października 1910 w Kobe, zm. 7 grudnia 2009 w Shibuyi) – japoński hokeista na trawie. Medalista olimpijski z Los Angeles (1932).

## Życiorys
Studiował na Uniwersytecie Keiō. W czasie nauki wybrano go do reprezentacji narodowej na igrzyska w Los Angeles. Startowały tylko trzy drużyny, a dzięki zwycięstwu 9-2 nad Amerykanami, Japonia zdobyła srebrny medal (reprezentanci tego kraju ponieśli bowiem wysoką porażkę z Hindusami 1-11).
Na igrzyskach w Berlinie (1936) startowało już 11 zespołów. Japonia (z Hamadą w składzie) odpadła wówczas w fazie grupowej, zajmując łącznie piąte miejsce ex aequo z Afganistanem. Hamada grał na pozycji bramkarza.
Po zakończeniu kariery został biznesmenem. Był związany m.in. z firmą Daiwa Spinning, był także prezesem O-M, Ltd. Zmarł w wieku 99 lat na niewydolność serca. Jego pogrzeb odbył się 10 grudnia 2009.